# الملك أوديب
الملك أوديب هي مسرحية لتوفيق الحكيم، تم إصدارها ضمن مشروع دار الشروق لإعادة نشر الأعمال الكاملة لأبى المسرح العربي.